# منتخب أندورا لاتحاد الرغبي
منتخب أندورا الوطني لاتحاد الرغبي هو ممثل أندورا الرسمي في المنافسات الدولية في اتحاد الرغبي .